# FC 루치 블라디보스토크
FC 루치 블라디보스토크(Футбольный клуб "Луч-Энергия" Владивосток)는 러시아의 축구단으로 러시아의 동쪽 끝에 있는 블라디보스토크에 연고를 두고 있다.
2020년 4월 1일, 러시아 프리모르스키 변경주 당국은 코로나19 범유행 억제에 예산을 지원하기 위해 지역 내 모든 스포츠 클럽에 대한 프로 계약을 취소한다고 밝혔다. 이에 따라 루치 블라디보스토크는 러시아 아마추어 풋볼 리그에서 한 시즌을 뛰게 되었다.

## 역사
루치는 1958년부터 USSR 축구 리그에 참여하였다. 극동지역 토너먼트의 B클래스에서 활동하다가 1965년에 우승을 하면서 A클래스로 승격하였고, 1972년까지 이 리그에서 활동하였다.
1972년부터 1991년까지는 소비에트 2부 리그의 동부 지역 디비전에 참가하였다. 이 기간 동안의 최고 성적은 1984년의 2위였다.
1992년에 소비에트 연방이 해체되면서 러시아 1부 리그의 동부 지역 디비전에 참가하여 그 해 우승하였다. 다음 해인 1993시즌에 러시아 탑 리그에 참가하였으나, 15위를 기록하며 강등되었다.
1994년부터 1997년까지는 러시아 1부 리그에서 활동하였다. 1997시즌에 강등되면서, 1998년부터 2003년까지 러시아 2부 리그에 참가하였다. 2003년에 러시아 2부 리그 동부 지역에서 우승하면서 승격하였고, 2년 동안 1부 리그에서 활동하다가 2005년에 우승으로 승격하여 프리미어리그에 참가하게 되었다.
클럽이 러시아의 극동지역에 위치해 있기 때문에, 원정팀들은 이동에 심대한 문제점을 안고 있다. 실제로 PFC CSKA 모스크바의 골키퍼인 이고리 아킨페예프는 7시간의 비행 뒤에 펼쳐진 원정 경기에서 자신이 소속 팀인 CSKA 모스크바가 홈팀 루취에 4-0으로 패한 뒤에 "이 팀은 일본 J리그에서 경기를 해야 한다."고 말하기도 하였다.

## 역대 성적
- 러시아 1부 리그 : 2

1992, 2005
- 러시아 2부 리그 : 1

2003